# كشمير

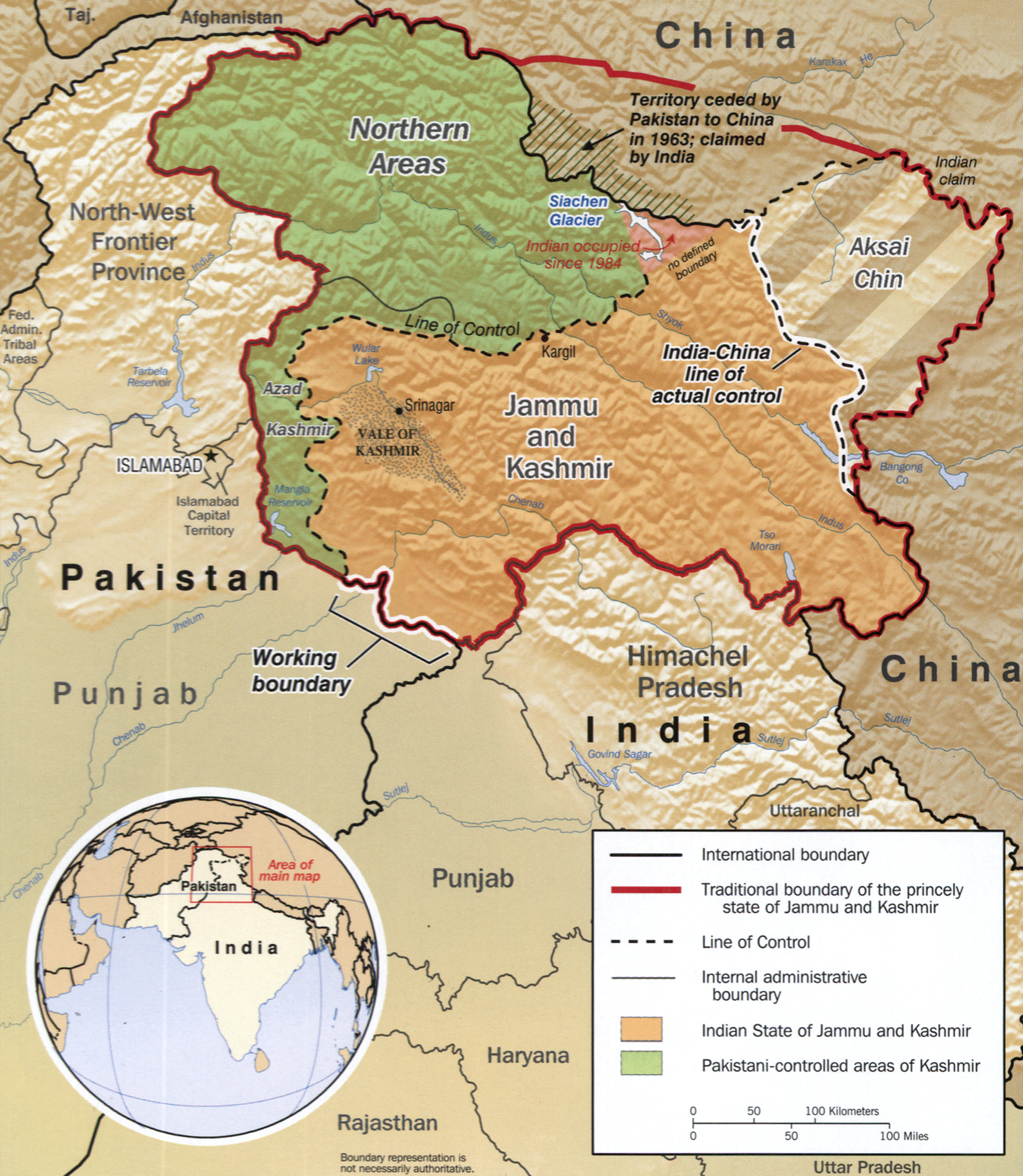
التقسيمات الإدارية لكشمير: اللون الأخضر المنطقة الخاضعة للإدارة باكستان، البني تحت إدارة الهند، والمنطقة الخاضعة للحكم الصيني في الشرق.

كَشْمِيرُ أو قِشْمِيرُ منطقة جغرافية متنازع عليها تقع شمال غرب الهند وشمال شرق باكستان وجنوب غرب الصين في وسط آسيا. وتاريخياً تعرف كشمير بأنها المنطقة السهلة في جنوب جبال الهملايا من الجهة الغربية. وكما هو واضح من الخريطة فقد تعرضت للاحتلال من طرف جمهورية الصين وباكستان والهند.

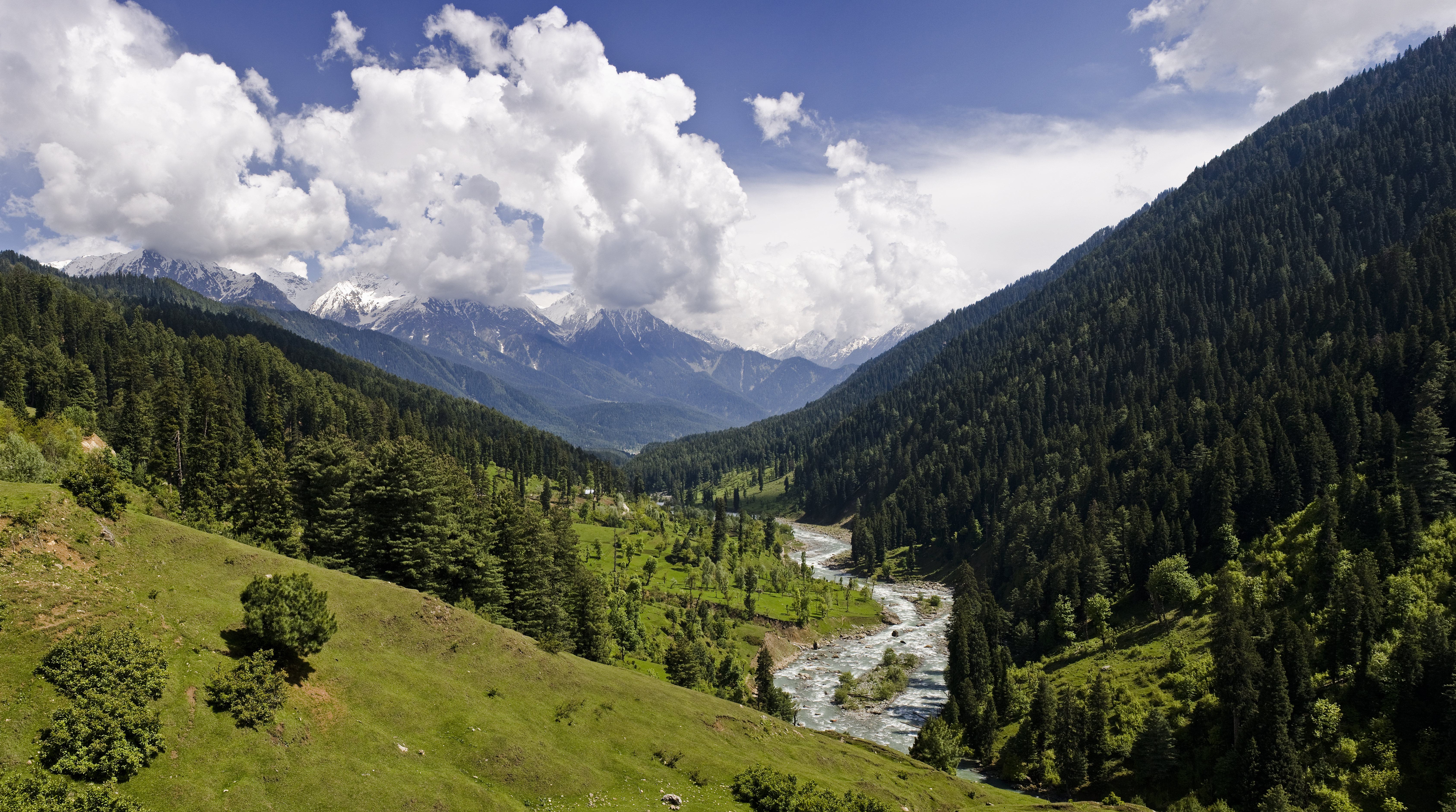
وادي باهلجام، كشمير

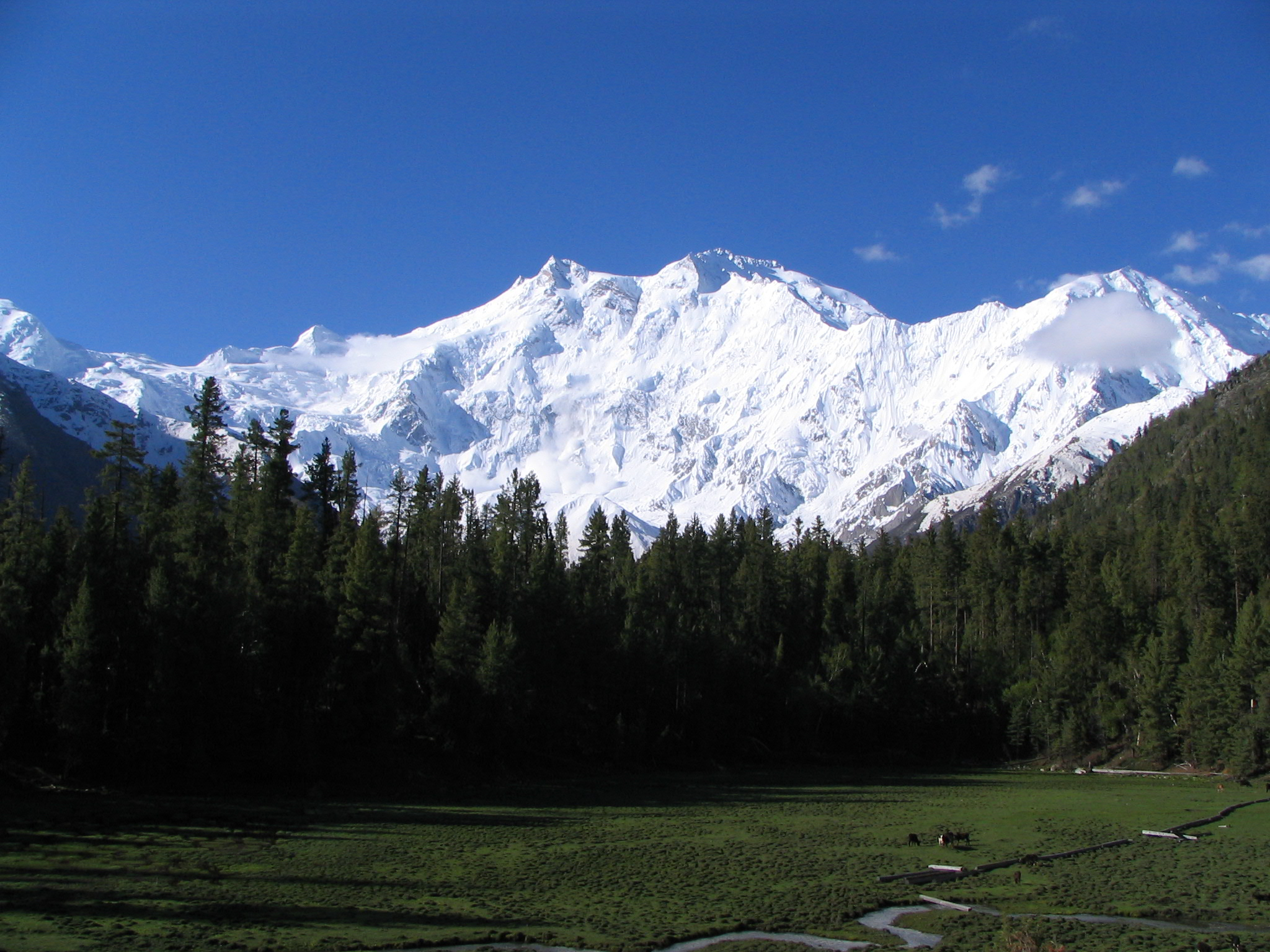
نانجال باربات في كشمير، تاسع أطول جبال العالم، ويقع في الطرف الغربي لسلسلة جبال الهيمالايا.

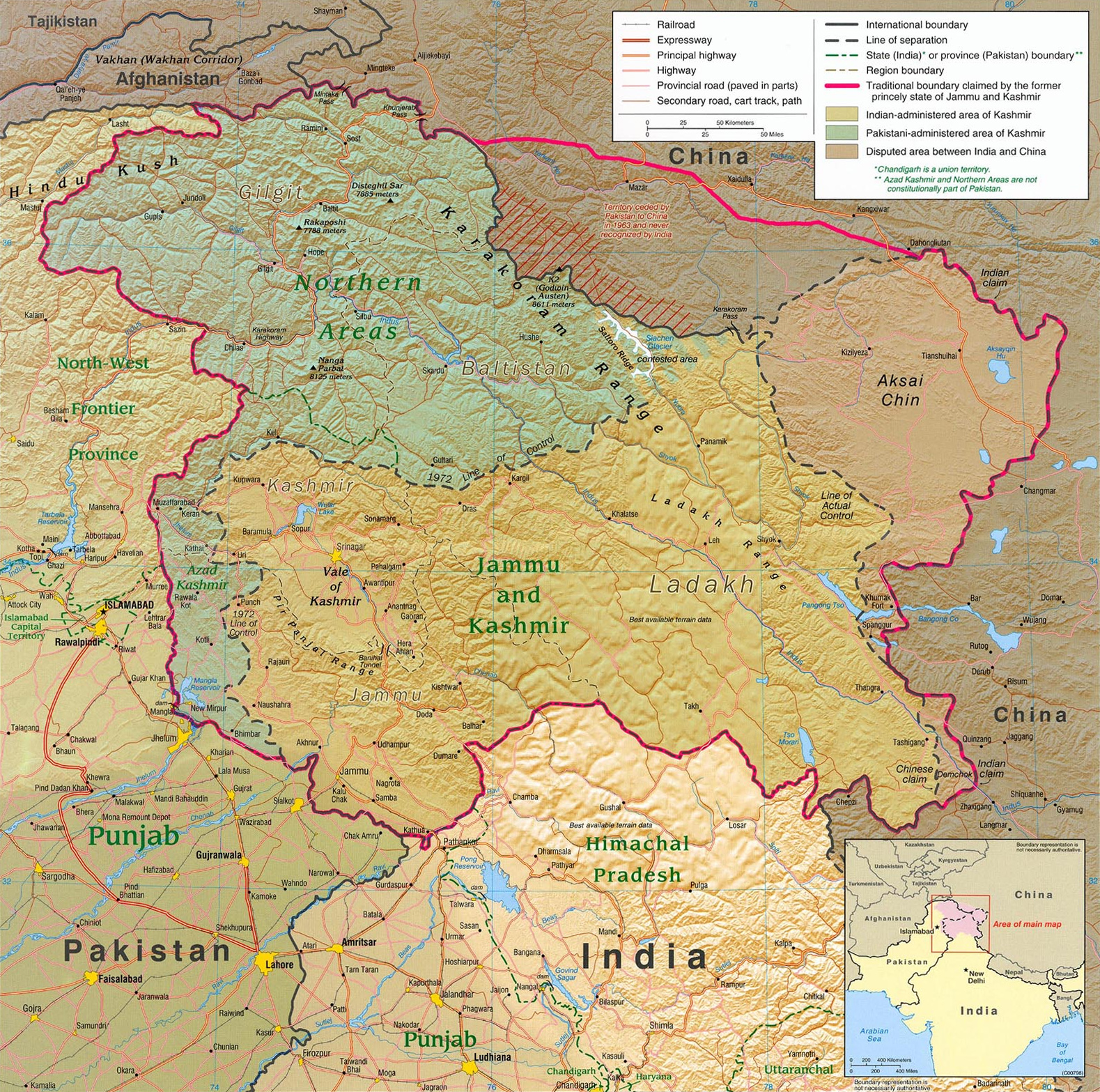
خريطة سياسية: أحياء منطقة كشمير، تظهر محيط "بير رانجال" ووادي كشمير

في منتصف القرن التاسع عشر كانت كلمة «كشمير» تشير إلى الوادي الذي يقع بين جبال الهملايا وجبال بير بنجال. اليوم، تشير الكلمة إلى منطقة أوسع تتضمن المناطق التابعة للهند «جمون وكشمير» (والتي تتألف من جمون، ووادي كشمير، ولداخ)، والمناطق التابعة لباكستان وهم «أزاد كشمير»، و«جيلجيت - بالتيستان»، والمناطق التابعة للصين، وهي: «أكساي تشين»، و«ترانس كاراكورام تراكت».
على الرغم من أن «جمون» جزء من كشمير المُتنازع عليها، إلا أنها جغرافيًا ليست جزءً من وادي كشمير ولا من منطقة «لداخ». منطقة «جمون» يسكنها شعب «دوجرا» الذي ينتمي تاريخيًا وثقافيًا ولغويًا وجيوغرافيًا لمنطقة شعب البونجاب ومناطق الباهاري والذين كانوا ينتمون في السابق لما عُرِفَ بـ«دول مرتفعات بونجاب»، والآن هي مدينة «هيماتشال براديش».
في النصف الأول من الألفية الأولى، أصبحت منطقة كشمير مركز مهم للكامبوجاس، ولاحقًا أصبحت مركزًا مهمًا للبوذية؛ أمَّا في القرن التاسع عشر، ظهرت للوجود شيفية كشمير. عام 1339، أصبح «شاه مير» هو أول حاكم مسلم لكشمير، بادئًا بحكمه هذا ما عُرِفَ لاحقاً بـ«سلاطين كشمير» أو فترة حكم «سواتي». وخلال الخمسة عقود اللاحقة حكم كشمير ملوك مسلمون من نسل «شاه مير»، بما فيهم «موغلز»، والذي حكم كشمير من 1586 وحتى 1751، ومن بعده حكمت إمبراطورية دواني الأفغانية، والتي سيطرت على كشمير من 1751 وحتى 1820. في تلك السنة، قام السيخ بقيادة «رانجيت سينج» بالاستيلاء على كشمير. وعام 1846، بعد هزيمة السيخ في أول حرب بينهم وبين البريطانيين، وقبل شراء المنطقة من البريطانيين تحت بنود معاهدة «أمريتسار»، أصبح «جولاب سينج» حاكم جمون، هو الحاكم الجديد لكشمير. واستمر حكمه وحكم ورثته تحت رعاية البريطانيين حتى عام 1947، حينها أصبحت كشمير محل نزاعات بين الهند البريطانية، وباكستان، وجمهورية الصين الشعبية.

## أصل التسمية

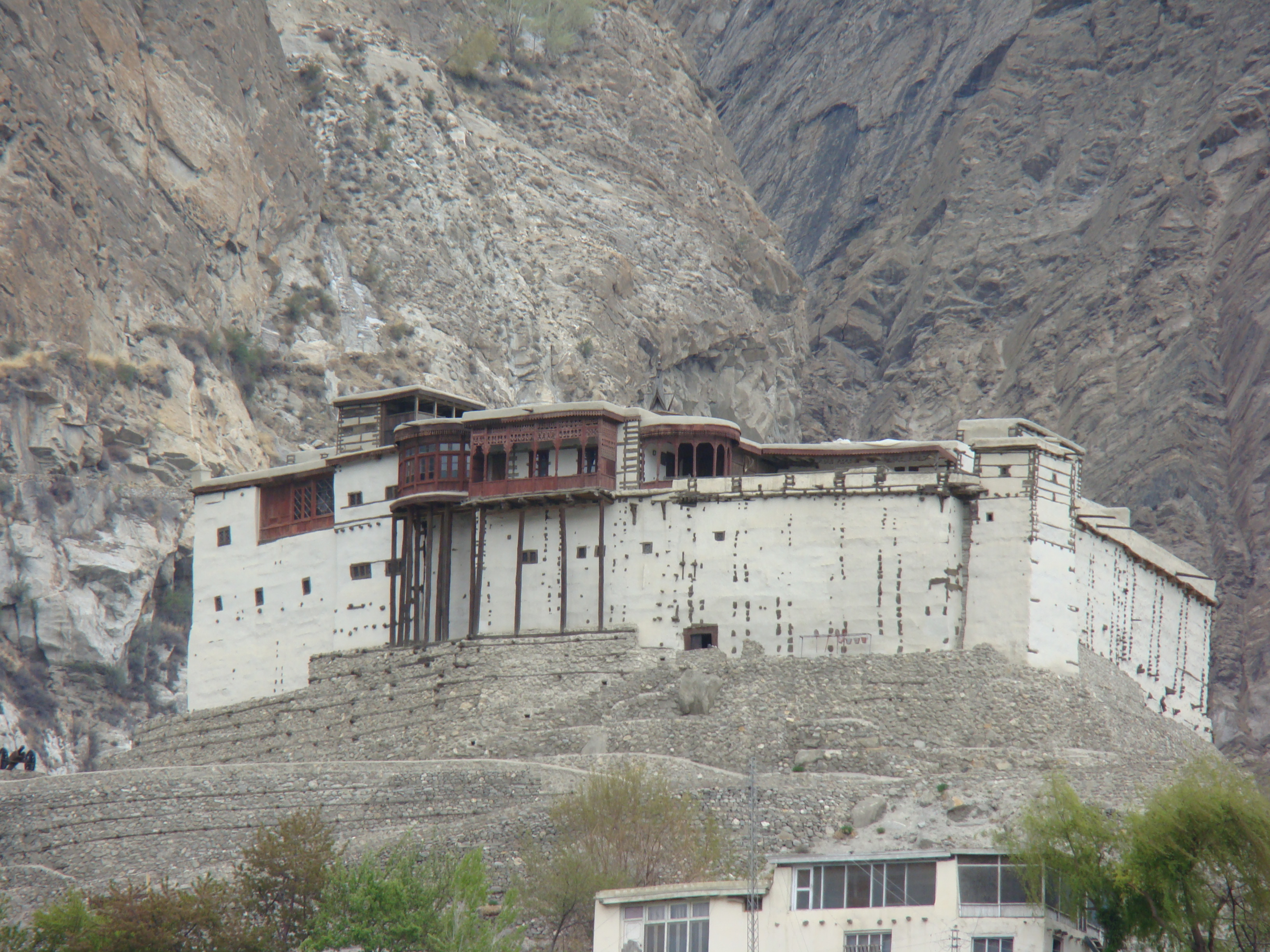
هذه صورةٌ لمَعلَمٍ في باكستان وهو مُعرَّفٌ بالرقم

اسمها بالعربية قِشْمير وكشمير، وكانت تهجئتها السنسكريتية कश्मीर (káśmīra)، وكالعديد من الأسماء الجغرافية القديمة، فإن معناها الأصلي أو مصدرها ليس معلوماً. كما كانت كلمة «كشمير» تُنطق «كشميري» بالإنجليزية.
وبانقضاء القرون، قام العديد من «البوراناس» بربط كلمة «كاشميرا» kaśmīra باسم حكيم أسطوري يُدعى «كاشيابا». ولهذا كان يُقال أن كلمة «كاشميرا» هي كلمة مشتقة من «كاشيابا ميرا» وهو ما يعني «بحر كاشيابا» (ووادي كشمير الذي كان عبارة عن بحيرة في الماضي كما يظن البعض)، وربما تكون مشتقة من «كاشيابا ميرو» وهو ما يعني «جبل كاشيابا».

## المساحة
تبلغ مساحتها 242,000 كم مربع وعدد سكانها 15 مليون نسمة حسب تقديرات عام 2000، تُقدّر نسبة المسلمين فيها بـ %90، وأتباع الدّيانة الهندوسية بـ %8 والبوذيُّون بواحد بالمئة.

## موقعها
يقع إقليم كشمير في شمال غرب شبه القارة الهندية، بين آسيا الوسطى وجنوب آسيا، وبين خطي عرض 8، 32و 58، 536، وخطي طول 26، 37، و 30، 80. وتقاسم حدودها أربعة دول: إقليم التبت من الشمال الشرقي والشرق لمسافة 450 ميلاً الهند من الجنوب الشرقي لمسافة 350 ميلاً باكستان ومن الجنوب والجنوب الغربي ولمسافة 700 ميلاً أفغانستان من الشمال بشريط ضيق ولمسافة 160 ميلاً يفصلها عن تركمانستان.

## تاريخ كشمير القديم

### الهندوسية والبوذية في كشمير
خلال الفترات القديمة والعصور الوسطى، كانت كشمير مركزا مهما لتطوير توفيق بين الهندوس والبوذيين حيث تم مزج مادهياماكا ويوغاكارا مع شيفيسم وأدفايتا. غالبًا ما يُنسب للإمبراطور البوذي المورياني أشوكا الفضل في تأسيس العاصمة القديمة لكشمير، شريناغاري، التي أصبحت الآن أطلالًا في ضواحي سريناغار الحديثة. كانت كشمير لفترة طويلة معقلًا للبوذية. كمقعد بوذي للتعلم، أثرت مدرسة سارفاستيفادا بشدة على كشمير. تم تسجيل الرهبان البوذيين في شرق ووسط آسيا على أنهم زاروا المملكة. في أواخر القرن الرابع، الشهير كوتشا راهب كوماراجيفا، ولدت لعائلة نبيلة الهندية، ودرس أغاما (البوذية) ومادياغاما في كشمير تحت باندهوداتا. أصبح فيما بعد مترجماً غزير الإنتاج ساعد في نقل البوذية إلى الصين. يُعتقد أن والدته جيفا تقاعدت في كشمير. سافر فيمالاكا، وهو راهب بوذي سارفاستيفادان، من كشمير إلى كوتشا وهناك قام بتعليم كوماراجيفا في النصوص البوذية. كانت إمبراطورية كاركوتا (625 - 885 م) إمبراطورية هندوسية قوية نشأت في منطقة كشمير. تأسست من قبل دورلابفاردهانا خلال حياة هارشا. تميزت السلالة بصعود كشمير كقوة في جنوب آسيا. اعتلى أفانتي فارمان عرش كشمير في عام 855 م، وأسس سلالة أوتبالا وإنهاء حكم سلالة كاركوتا.

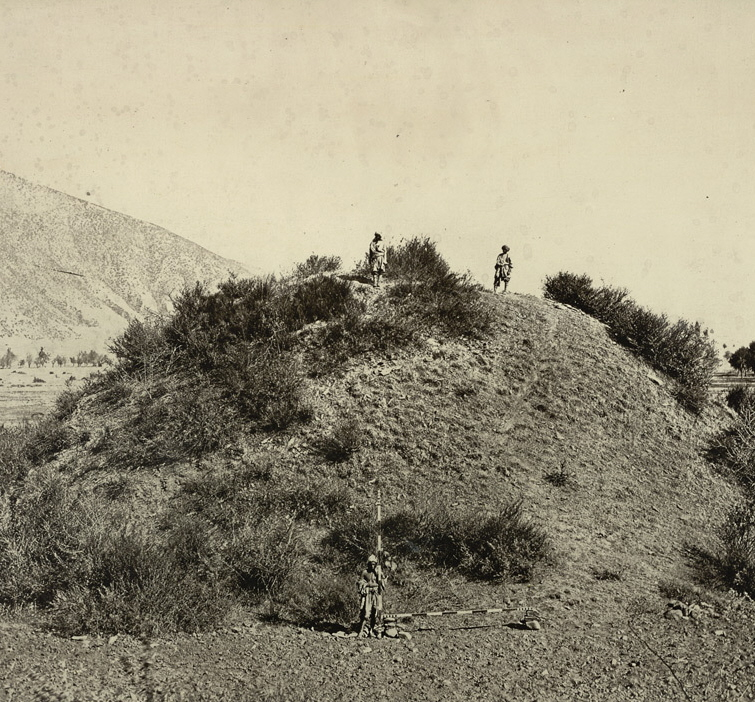
التقط جون بيرك هذا المنظر العام للستوبا البوذية غير المكتشفة بالقرب من بارامولا، حيث يوجد شخصان يقفان على القمة، وآخر في القاعدة بمقاييس قياس. يعود تاريخ ستوبا، التي تم التنقيب عنها لاحقًا، إلى 500 م.

ووفقا للتقاليد، آدي شانكارا زار موجودة قبل سرفاجنابيثا (شاردا بيث) في كشمير في أواخر القرن الثامن أو القرن التاسع في وقت مبكر. يذكر مادهافيا شانكارافيجايام أن هذا المعبد به أربعة أبواب للعلماء من الاتجاهات الأربعة الأساسية. تم فتح الباب الجنوبي لـ سارفاجينا بيتا بواسطة آدي شانكارا. وفقًا للتقاليد، فتح آدي شانكارا الباب الجنوبي بهزيمة في الجدل جميع العلماء هناك في جميع التخصصات المدرسية المختلفة مثل ميمامسا وفيدانتا وفروع أخرى من الفلسفة الهندوسية؛ وصعد إلى عرش الحكمة السامية لذلك الهيكل. كان أبينافاجوبتا (950-1020) أحد أعظم فلاسفة الهند، والمتصوفة وعلماء الجمال. واعتبر أيضا هام موسيقي، شاعر، كاتب مسرحي، المفسر، اللاهوتي، ومنطقي شخصية متعددة المواثيق مارست تأثيرات قوية على الثقافة الهندية. ولد في وادي كشمير في أسرة مكونة من العلماء والمتصوفة، ودرس جميع مدارس الفلسفة والفن وقته بتوجيه من ما يصل إلى خمسة عشر (أو أكثر) معلما ومعلمة والمعلمون. في حياته الطويلة أكمل أكثر من 35 أعمال، الأكبر والأكثر شهرة والتي هي ترانترالوكا، اطروحة الموسوعية على جميع الجوانب الفلسفية والعملية ل تريكة وكولا (الهندوسية) (المعروفة اليوم باسم كشمير شيفيسم). وكان آخر واحد من إسهاماته الهامة جدا في مجال فلسفة علم الجمال مع كتابه الشهير أبهيناف بهاراتي ‏ التعليق من ناتيا شاسترا من باهاراتا موني.

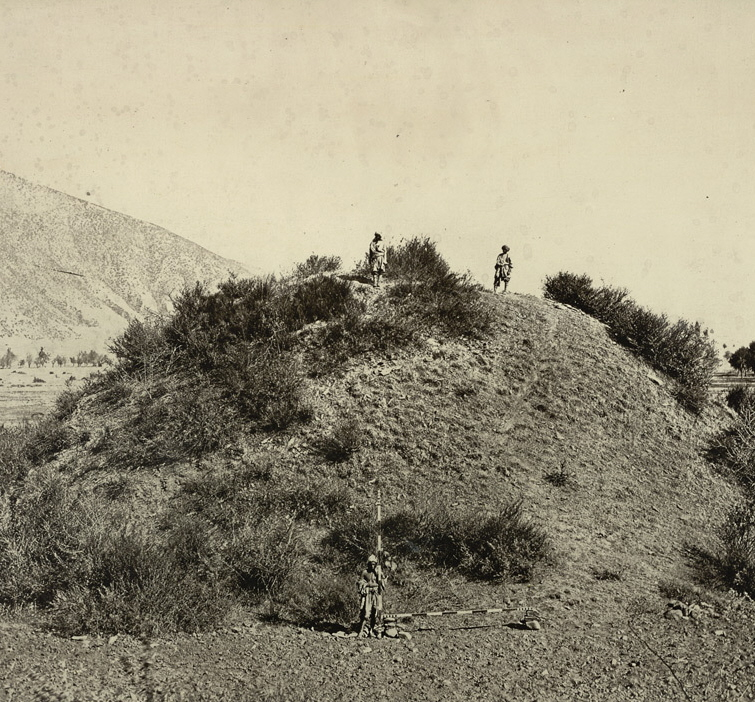
صورة لموقع بوذي لم يتم الحفر فيه اكتشافه بالقرب من باراموللا. ويلاحظ وجود شخصين واقفين على القمة، وآخر عند القاع،. قام "جون بورك" بالتقاط هذه الصورة عام 1868.

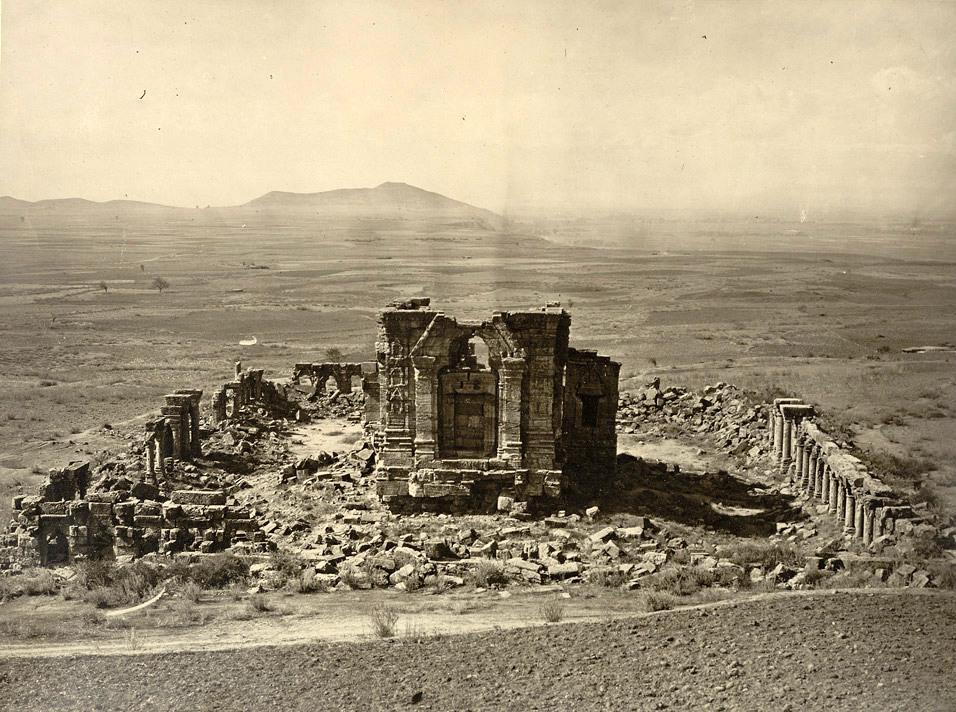
صورة لمعبد الشمس ببهاوان، التقط جون بورك الصورة عام 1868.

في القرن العاشر موكشوبايا أوموكسوبا، تمت كتابة نص فلسفي عن الخلاص لغير الزاهد (موكسا الجهد: «يعني الإفراج»)، على تل براديومنا في سريناغار. له شكل خطبة عامة ويدعي تأليف الإنسان ويحتوي على حوالي 30000 شلوكا (مما يجعلها أطول من رامايانا). يشكل الجزء الرئيسي من النص حوارًا بين فاشيستا وراما، متبادلًا بالعديد من القصص القصيرة والحكايات لتوضيح المحتوى. تم توسيع هذا النص لاحقًا (من القرن الحادي عشر إلى القرن الرابع عشر الميلادي) وتم توسيعه وتثبيته، مما أدى إلى ظهور يوجا فاسيستا.

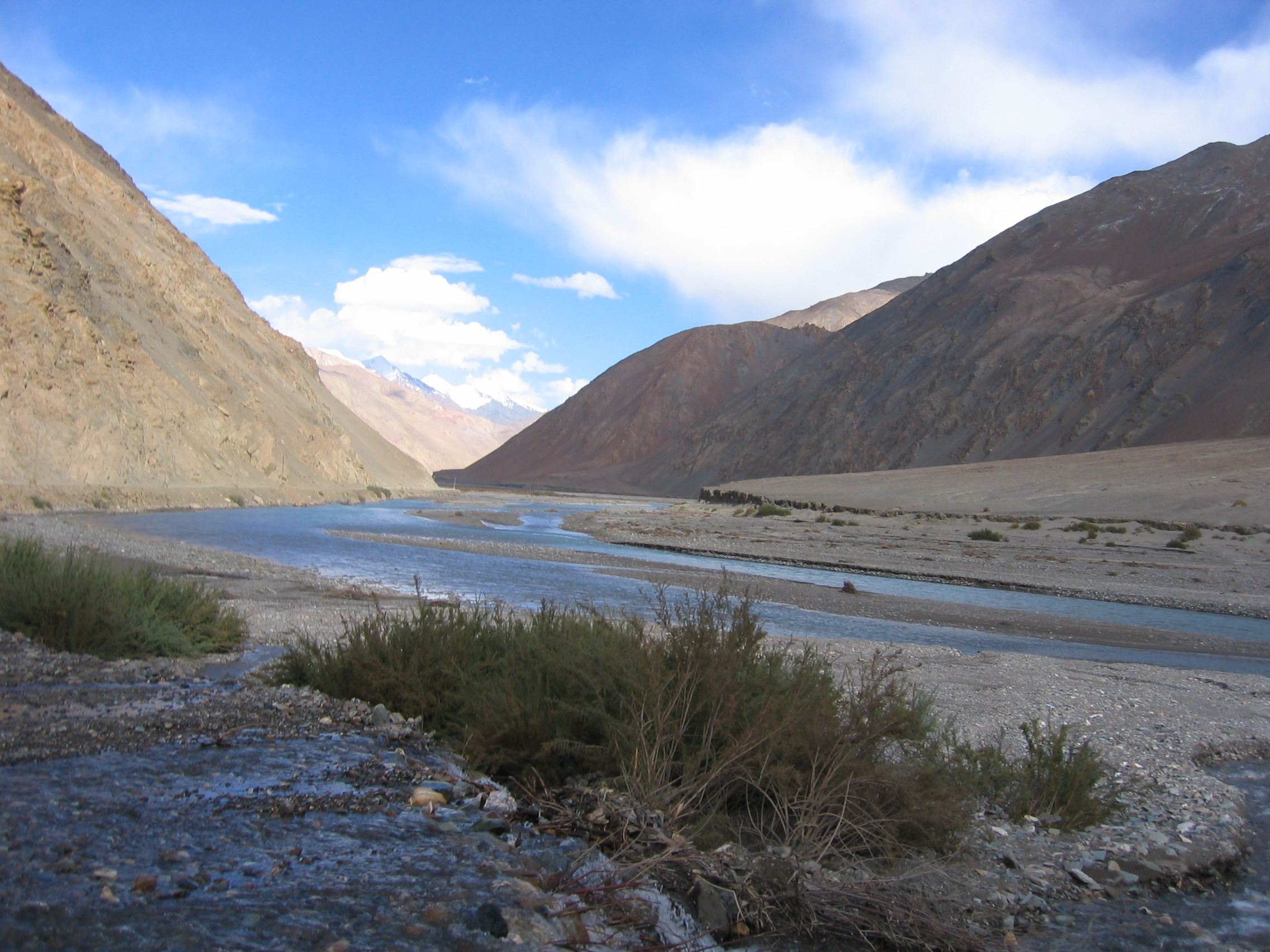
نهر كاراكاش الذي ينبع من الشمال بالقرب من مدينة سومدي في أكساي تشين، ويعبر جبال كوين لوين.

كانت الملكة كوتا راني حاكمة هندوسية في العصور الوسطى لكشمير، وحكمت حتى عام 1339. كانت حاكمة بارزة يُنسب إليها غالبًا الفضل في إنقاذ مدينة سريناغار من فيضانات متكررة من خلال إنشاء قناة سميت باسم «كوتي كول». تتلقى هذه القناة المياه من نهر جيلوم عند نقطة دخول المدينة وتندمج مرة أخرى مع نهر جيلوم خارج حدود المدينة.

### فترة حكم المسلمين
بداية دخول الإسلام للقارة الهندية كانت في القرن الأول حيث دخل الإسلام في خير الله المسماة كيرلا حالياً عن طريق سرنديب، كما دخل بلاد السند في العهد الأموي بقيادة القائد الفاتح محمد بن القاسم الثقفي سنة 90هـ، ثم تغلغل الإسلام في الهند عن طريق الدعاة والفاتحين والتجار والرحالين المسلمين، ثم تم فتح بلاد الهند بالكلية في عهد السلطان محمود بن سُبُكْتِكِيْن الغزنوي المتوفى سنة 422هـ
ويذكر أنه استولى على كشمير وكوجارات وذكر ابن كثير أنه غزا الهند سنة 396هـ، وذكر ابن الأثير في الكامل أنه وصل كشمير غازيا سنة 407هـ فلما بلغها أسلم أهلها على يده.

### فترة حكم السيخ
في عام 1819، انتقل وادي كشمير من سيطرة إمبراطورية دوراني في أفغانستان إلى جيوش السيخ المحتلة تحت قيادة رانجيت سينغ في البنجاب، وبذلك أنهى أربعة قرون من الحكم الإسلامي في ظل حكم المغول والنظام الأفغاني. نظرًا لأن الكشميريين عانوا من الأفغان، فقد رحبوا في البداية بالحكام السيخ الجدد. ومع ذلك، تبين أن حكام السيخ كانوا سادة المهام الصعبة، وكان حكم السيخ يُعتبر قمعيًا بشكل عام، ربما يكون محميًا ببُعد كشمير عن عاصمة إمبراطورية السيخ في لاهور. سن السيخ عددًا من القوانين المعادية للمسلمين، والتي تضمنت إصدار أحكام بالإعدام على ذبح البقر، وإغلاق مسجد الجامعة في سريناغار، وحظر أذان المسلمين العام للصلاة. بدأت كشمير الآن أيضًا في جذب الزوار الأوروبيين، وكتب العديد منهم عن الفقر المدقع للفلاحين المسلمين الهائل والضرائب الباهظة تحت حكم السيخ. أدت الضرائب المرتفعة، وفقًا لبعض الروايات المعاصرة، إلى إخلاء مساحات شاسعة من الريف، مما سمح بزراعة واحد على ستة عشر فقط من الأراضي الصالحة للزراعة. هاجر العديد من الفلاحين الكشميريين إلى سهول البنجاب. ومع ذلك، بعد المجاعة في عام 1832، خفض السيخ ضريبة الأرض إلى نصف إنتاج الأرض وبدأوا أيضًا في تقديم قروض بدون فوائد للمزارعين؛  أصبحت كشمير ثاني أعلى عائد لإمبراطورية السيخ. خلال هذا الوقت، أصبحت شالات كشمير معروفة في جميع أنحاء العالم، وجذبت العديد من المشترين، وخاصة في الغرب.
دولة جمون، التي كانت في صعود بعد انهيار إمبراطورية المغول، خضعت لسيطرة السيخ في عام 1770. علاوة على ذلك في عام 1808، تم غزوها بالكامل من قبل مهراجا رانجيت سينغ. التحق غولاب سينغ، الذي كان وقتها شابًا في منزل جمون، بقوات السيخ، ومن خلال تمييز نفسه في الحملات، ارتفع تدريجياً في السلطة والنفوذ. في عام 1822، مُنح لقب رجا جمون.  ومعه قادرا عام زوروار سينغ كهلوريا، وقال انه غزا ومهزوما راجوري (1821)، كيشتوار (1821)، وادي سورو وكارجيل (1835)، لاداخ (1834-1840)، وبالتستان (1840)، وبالتالي المحيطة وادي كشمير. أصبح نبيلًا ثريًا ومؤثرًا في بلاط السيخ.

### فترة الإمارة
في عام 1845، اندلعت الحرب الأنجلو سيخية الأولى. بحسب المعجم الإمبراطوري للهند:
قرَّرَ غولاب سينغ أن يبقى بمعزل حتى معركة سوبراون (1846)، عندما ظهر كوسيط مفيد ومستشار موثوق للسير هنري لورانس. أبرمت معاهدتان. من قبل أول ولاية لاهور (أي غرب البنجاب) إلى البريطانيين، كمكافئ لتعويض كرور روبية واحد، دول التلال الواقعة بين نهري بيس وإندوس؛ بحلول الثانية، استولى البريطانيون على جولاب سينغ مقابل 75 ألفًا من كل الأراضي الجبلية أو الجبلية الواقعة شرق نهر السند وغرب نهر رافي، أي وادي كشمير.
جمعت ولاية كشمير الأميرية وجمون (كما سميت لأول مرة)، التي تمت صياغتها بموجب معاهدة وقانون بيع، وتشكلت بين عامي 1820 و 1858، مناطق وديانات وأعراق متباينة: إلى الشرق، كانت لداخ عرقية وثقافيا التبتيون وسكانها مارسوا البوذية؛ إلى الجنوب، كان سكان جمون مختلطين من الهندوس والمسلمين والسيخ. في وسط وادي كشمير المكتظ بالسكان، كان السكان بأغلبية ساحقة من المسلمين السنة، ومع ذلك، كانت هناك أيضًا أقلية هندوسية صغيرة ولكنها مؤثرة، الكشميريون البراهمة أو الباندتس؛ إلى الشمال الشرقي، كان سكان بلطستان قليل السكان مرتبطين عرقياً بلداخ، لكنهم يمارسون الإسلام الشيعي؛ إلى الشمال، ذات الكثافة السكانية المنخفضة، كانت وكالة جيلجيت منطقة متنوعة، معظمها من الشيعة؛ وإلى الغرب، كان بانش مسلمًا، ولكن من عرق مختلف عن وادي كشمير. بعد التمرد الهندي عام 1857، الذي انحازت فيه كشمير إلى جانب البريطانيين، وما تلاه من تولي بريطانيا العظمى للحكم المباشر، أصبحت ولاية كشمير الأميرية تحت سيطرة التاج البريطاني.
في التعداد البريطاني للهند لعام 1941، سجلت كشمير أغلبية مسلمة تبلغ 77٪، وسكان هندوس 20٪، وعدد قليل من البوذيين والسيخ يشكلون 3٪ المتبقية. في نفس العام، كتب بريم ناث بازاز، صحفي كشميري بانديت: «إن فقر الجماهير المسلمة مروع. معظمهم عمال لا يملكون أرضًا، ويعملون عبيدًا للملاك الغائبين الهندوس. تتحمل الجماهير المسلمة العبء الأكبر للفساد الرسمي تقريبًا». في ظل الحكم الهندوسي، واجه المسلمون ضرائب باهظة وتمييزًا في النظام القانوني وأجبروا على العمل دون أي أجر. تسببت الظروف في الولاية الأميرية في هجرة أعداد كبيرة من الناس من وادي كشمير إلى البنجاب في الهند البريطانية. لما يقرب من قرن حتى إجراء الإحصاء، حكمت نخبة هندوسية صغيرة عددًا كبيرًا من الفلاحين المسلمين وفقراء. وقد اندفعت إلى الانقياد بسبب المديونية المزمنة لأصحاب العقارات والمرابين، وعدم حصولهم على أي تعليم أو وعي بالحقوق، ولم يكن للفلاحين المسلمين أي تمثيل سياسي حتى الثلاثينيات.

### 1947 و1948
كان هاري سينغ حفيد رانبير سينغ، الذي اعتلى عرش كشمير في عام 1925، هو الملك الحاكم في عام 1947 عند انتهاء الحكم البريطاني لشبه القارة الهندية والتقسيم اللاحق للإمبراطورية البريطانية الهندية إلى السيادة المستقلة حديثًا للهند والسيطرة على السيادة. باكستان. وفقًا لتاريخ بيرتون شتاين في الهند،
كشمير لم تكن كبيرة ولا قديمة كدولة مستقلة مثل حيدر أباد. لقد تم إنشاؤها بطريقة غير اعتيادية من قبل البريطانيين بعد الهزيمة الأولى للسيخ في عام 1846، كمكافأة لمسؤول سابق انحاز إلى البريطانيين. كانت مملكة الهيمالايا مرتبطة بالهند من خلال منطقة في البنجاب، لكن 77 في المائة من سكانها كانوا مسلمين وتشترك في حدود مع باكستان. ومن ثم، كان من المتوقع أن ينضم المهراجا إلى باكستان عندما تنتهي السيادة البريطانية في 14-15 أغسطس. عندما تردد في القيام بذلك، شنت باكستان هجمة عصابات تهدف إلى تخويف حاكمها وإجباره على الخضوع. وبدلاً من ذلك، ناشد المهراجا مونتباتن  للمساعدة، ووافق الحاكم العام على شرط انضمام الحاكم إلى الهند. دخل الجنود الهنود كشمير وطردوا القوات غير النظامية التي ترعاها باكستان من جميع أنحاء الولاية باستثناء جزء صغير منها. ثم دعيت الأمم المتحدة للتوسط في الشجار. أصرت بعثة الأمم المتحدة على أنه يجب التأكد من رأي الكشميريين، بينما أصرت الهند على أنه لا يمكن إجراء أي استفتاء حتى يتم تطهير كل الولاية من غير النظاميين.
في الأيام الأخيرة من عام 1948، تم الاتفاق على وقف إطلاق النار تحت رعاية الأمم المتحدة. ومع ذلك، نظرًا لأن الاستفتاء الذي طالبت به الأمم المتحدة لم يجر أبدًا، فقد توترت العلاقات بين الهند وباكستان، وأدى في النهاية إلى حربين أخريين على كشمير في عامي 1965 و1999.

### الوضع الحالي والانقسامات السياسية
تسيطر الهند على حوالي نصف مساحة الولاية الأميرية السابقة لجمون وكشمير، والتي تضم جمون وكشمير ولاداك، بينما تسيطر باكستان على ثلث المنطقة، مقسمة إلى مقاطعتين، آزاد كشمير وجلجيت بالتستان. في السابق، كانت أجزاء من نفس الولاية، جمون وكشمير ولاداك تدار من قبل الهند كأقاليم اتحادية منذ 5 أغسطس 2019، بعد إلغاء الحكم الذاتي المحدود وانقسام الولاية.
بحسب موسوعة بريتانيكا:
على الرغم من وجود أغلبية مسلمة واضحة في كشمير قبل تقسيم عام 1947 وإمكانية إثبات تواصلها الاقتصادي والثقافي والجغرافي مع منطقة البنجاب ذات الأغلبية المسلمة (في باكستان) بشكل مقنع، إلا أن التطورات السياسية أثناء التقسيم وبعده أدت إلى تقسيم المنطقة. تُركت باكستان بأراضي كانت، على الرغم من طابعها الإسلامي في الأساس، قليلة السكان، ولا يمكن الوصول إليها نسبيًا، ومتخلفة اقتصاديًا. تقع أكبر مجموعة إسلامية في وادي كشمير ويقدر عددها بأكثر من نصف سكان المنطقة بأكملها، وتقع في الأراضي التي تديرها الهند، مع إغلاق منافذها السابقة عبر طريق وادي جيلوم.
المنطقة الشرقية من ولاية كشمير الأميرية السابقة متورطة أيضًا في نزاع حدودي بدأ في أواخر القرن التاسع عشر واستمر حتى القرن الحادي والعشرين. على الرغم من توقيع بعض الاتفاقيات الحدودية بين بريطانيا العظمى وأفغانستان وروسيا على الحدود الشمالية لكشمير، لم تقبل الصين هذه الاتفاقيات أبدًا، ولم يتغير الموقف الرسمي للصين بعد الثورة الشيوعية عام 1949 التي أسست جمهورية الصين الشعبية. بحلول منتصف الخمسينيات من القرن الماضي، دخل الجيش الصيني الجزء الشمالي الشرقي من لاداخ.

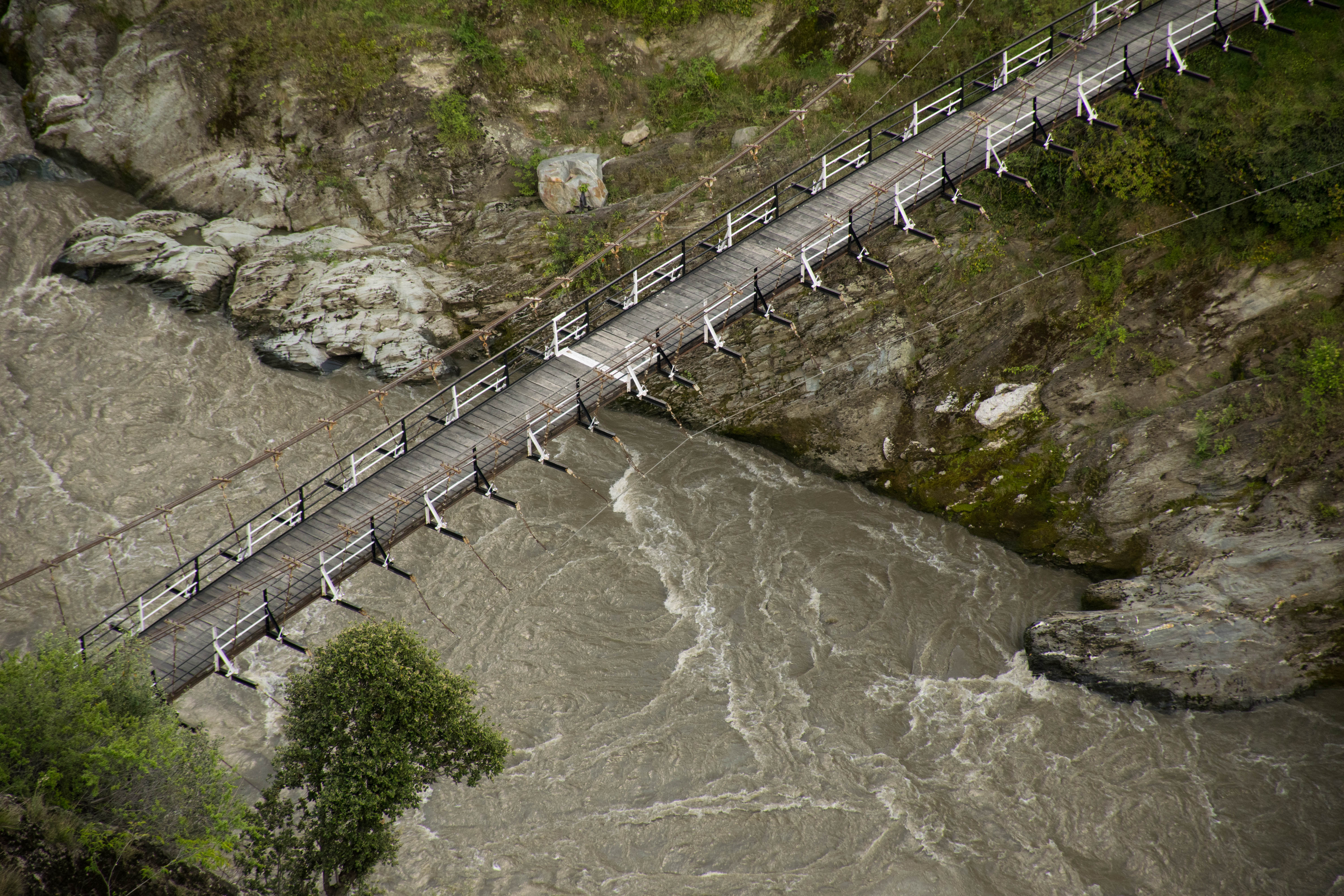
حدود بيضاء مرسومة على جسر معلق تحدد آزاد كشمير من جمون وكشمير

وبحلول 1956-1957 أكملوا طريقًا عسكريًا عبر منطقة أكساي تشين لتوفير اتصال أفضل بين شينجيانغ وغرب التبت. أدى اكتشاف الهند المتأخر لهذا الطريق إلى اشتباكات حدودية بين البلدين بلغت ذروتها في الحرب الصينية الهندية في أكتوبر 1962.
تنقسم المنطقة بين ثلاث دول في نزاع إقليمي: تسيطر باكستان على الجزء الشمالي الغربي (المناطق الشمالية وكشمير)، وتسيطر الهند على الجزء الأوسط والجنوب (جمون وكشمير) ولداخ، وتسيطر جمهورية الصين الشعبية على الجزء الشمالي الشرقي (أكساي تشين وعبر كاراكورام المسالك). تسيطر الهند على غالبية منطقة نهر سياتشين الجليدي، بما في ذلك ممرات سالتورو ريدج، بينما تسيطر باكستان على المنطقة السفلى جنوب غرب سالتورو ريدج. تسيطر الهند على 101,338 كيلومتر مربع (39,127 ميل2) من الأراضي المتنازع عليها، باكستان تسيطر على 85,846 كيلومتر مربع (33,145 ميل2)، وتسيطر جمهورية الصين الشعبية على 37,555 كيلومتر مربع (14,500 ميل2).
تقع جمون وآزاد كشمير جنوب وغرب سلسلة جبال بير بانجال، وتخضعان للسيطرة الهندية والباكستانية على التوالي. هذه مناطق مكتظة بالسكان. جيلجيت بالتستان، المعروفة سابقًا باسم المناطق الشمالية، هي مجموعة من الأراضي في أقصى الشمال، تحدها جبال كاراكورام وغرب جبال الهيمالايا وبامير وسلسلة هندو كوش. مع مركزها الإداري في مدينة جيلجيت، تغطي المناطق الشمالية مساحة 72,971 كيلومتر مربع (28,174 ميل2) ولديها عدد سكان مقدّر يقترب من 1 مليون (10 كهس).
تقع لداخ بين سلسلة جبال كونلون في الشمال وجبال الهيمالايا الكبرى في الجنوب. عواصم المنطقة هي ليه وكارجيل. تخضع للإدارة الهندية وكانت جزءًا من ولاية جمون وكشمير حتى عام 2019. إنها واحدة من أكثر المناطق كثافة سكانية في المنطقة ويسكنها بشكل أساسي أناس من أصول هندية آرية وتبتي. أكساي تشين هي صحراء ملح شاهقة على ارتفاعات عالية تصل إلى ارتفاعات تصل إلى 5,000 متر (16,000 قدم). يُشار إلى أكساي تشين باعتبارها جزءًا جغرافيًا من هضبة التبت، باسم سهل الصودا. المنطقة غير مأهولة تقريبًا ولا توجد بها مستوطنات دائمة.
على الرغم من أن هذه المناطق تدار من قبل المطالبين بها، لم تعترف الهند ولا باكستان رسميًا بانضمام المناطق التي يطالب بها الآخر. تدعي الهند أن هذه المناطق، بما في ذلك المنطقة «التي تنازلت عنها» باكستان للصين في منطقة ترانس كاراكورام في عام 1963، هي جزء من أراضيها، بينما تطالب باكستان بالمنطقة بأكملها باستثناء أكساي تشين وعبر كاراكورام المسالك. خاض البلدان عدة حروب معلنة على الإقليم. أرست الحرب الهندية الباكستانية عام 1947 الحدود التقريبية اليوم، حيث تحتل باكستان ما يقرب من ثلث كشمير، والهند على نصفها، مع خط فاصل للسيطرة وضعته الأمم المتحدة. أسفرت الحرب الهندية الباكستانية عام 1965 عن حالة من الجمود ووقف إطلاق النار الذي تفاوضت عليه الأمم المتحدة.

### نبذة تاريخية
يشار إلى كشمير الهندية القديمة في الكتاب المقدس كما في كاشميرا، مما يعني الأراضي المجفف من المياه. كما على الأراضي الهندية القديمة، ومن المعروف أن قصده العلماء اليونانية والصينية. في وقت لاحق، أصبح من مثوى من الهندوسية والبوذية. يعود تاريخ دخولها الإسلام في القرن الأول الهجري في زمن محمد بن القاسم الثقفي الذي دخل السند وسار حتي وصل إلي كشمير، وضمها جلال الدين أكبر عام 1587 إلى دولة المغول الإسلامية ودخلها الإنجليز عام 1839.

مصحف مخطوط في كشمير في القرن الثامن عشر الميلادي.

قررت الأمم المتحدة عام 1949 إجراء استفتاء حر ومحايد لتقرير مصير كشمير باكستان ومع ذلك، فإن قرار الأمم المتحدة اللازمة لتسليم أجزاء من كشمير كانوا قد احتلوها بحيث استفتاء يمكن أن تحدث، وبالتالي فإن الاستفتاء لم يحدث أبدا. وتعتبر كشمير نقطة ساخنة للنزاعات لأنها مقسمة بين 3 دول. إذ تدّعي كل من الهند وباكستان والصين بأحقيتها بالإقليم كاملا. وتستند كل جهة على مجموعة من الحقائق التاريخية والديموغرافية لتدعم مطالبها بحكم الإقليم وضمه كاملا. بينما تطالب مجموعة متزايدة من السكان بالاستقلال الكامل من كل الدول الثلاث.
غزت بريطانيا شبه القارة الهندية سنة 1819م وقد جوبهت بمقاومة عنيفة من المسلمين واستمرت الحرب سجالاً بين بريطانيا يعاونها بعض القوى من هندوس وسيخ وبوذيين ولم تستطع بريطانيا الاستقرار والسيطرة عليها إلا بعد (27) سنة من الحروب المستمرة بشدة مع المسلمين أي في سنة 1846م. بعد ذلك استطاعت بريطانيا بسط سيطرتها على المنطقة، وقسمتها إلى ثلاثة أقسام: قسم حكمته مباشرة في حدود 55٪ من شبه القارة، وهذا القسم نسبة المسلمين فيه كبيرة، وقسم حكمته عن طريق حكام ولايات، هندوس ومسلمين، نصبتهم على (565) ولاية حكم ذاتي. وقسم ثالث هو كشمير أجّرته إلى إقطاعي هندوسي مدة مئة عام وذلك بموجب عقد إيجار وقع في (أمر ستار) وصارت تعرف باتفاقية أمرستار. وكانت الاتفاقية من 1846 إلى 1946.